# 10055 Зільхер
10055 Зільхер (10055 Silcher) — астероїд головного поясу, відкритий 22 грудня 1987 року.
Тіссеранів параметр щодо Юпітера — 3,264.
Названо на честь німецького композитора Фрідріха Зільхера, нім. Friedrich Silcher, (1789-1860).